# Olimpíada Brasileira de Astronomia e Astronáutica
A Olimpíada Brasileira de Astronomia e Astronáutica (OBA) é um evento nacional realizado nas escolas brasileiras previamente cadastradas desde 1998 pela Sociedade Astronômica Brasileira (SAB). 
Originalmente denominada Olimpíada Brasileira de Astronomia, recebeu o nome atual após o ingresso da Agência Espacial Brasileira (AEB) na organização da competição, em 2005. 
A empresa Furnas participou da organização da olimpíada em anos anteriores, como em 2013.

## Objetivos
A OBA tem como objetivo principal declarado a difusão do conhecimento pela sociedade brasileira sobre Astronomia, fomentando o interesse dos jovens pela Astronomia e pelo conhecimento científico em geral.

## História
A primeira edição da Olimpíada Brasileira de Astronomia aconteceu em 1998, a partir do contato entre o professor Daniel Fonseca Lavouras a e o astrônomo russo Mikhail Gavrilov, presidente da Olimpíada Internacional de Astronomia (IAO).
A partir da segunda edição edição, a Sociedade Astronômica Brasileira abraçou o evento, através do professor João Canalle. Nessa edição, 15 mil estudantes participaram. 
De todas as olimpíadas brasileiras, a OBA é a que alcança o maior número de séries escolares, indo do primeiro ano do ensino fundamental ao último ano do ensino médio[carece de fontes?].
Já em 2011 foram mais de 800 mil. Em 2021, a prova foi realizada em formato híbrido, devido à pandemia de COVID-19, e bateu o até então recorde de participantes, com 900 mil inscritos. No entanto, ele vem sendo superado a cada nova edição, contando com 1 milhão e 800 mil estudantes em 2022 e mais de 2 milhões de inscritos em 2023 e em 2024, quando destribuiu um total de 81.153 medalhas de ouro, prata e bronze — um crescimento de 38% em relação ao ano anterior, atingindo o seu recorde de medalhas.

## Realização
A OBA é um evento aberto à participação de alunos do primeiro ano do ensino fundamental até os do último ano do ensino médio, de todas as escolas brasileiras e do exterior, desde que o idioma da instituição seja o português, ocorrendo dentro da própria escola, em fase única e num só ano letivo.
A participação dos alunos é voluntária e não há obrigatoriedade de número mínimo ou máximo de alunos, ou seja, o número de alunos participantes não é determinado previamente.
A OBA é realizada anualmente, no mês de maio, em todos os estabelecimentos brasileiros de ensino cadastrados.
As provas se distribuem em quatro níveis, dispostos na tabela abaixo.
| Nível | Série escolar               | Tempo de prova | Questões                                |
| ----- | --------------------------- | -------------- | --------------------------------------- |
| 1     | 1º ao 3º ano do fundamental | 2 horas        | 10 (7 de astronomia; 3 de astronáutica) |
| 2     | 4º ao 5º ano do fundamental | 2 horas        | 10 (7 de astronomia; 3 de astronáutica) |
| 3     | 6º ao 9º ano do fundamental | 2 horas        | 10 (7 de astronomia; 3 de astronáutica) |
| 4     | Ensino Médio                | 3 horas        | 10 (7 de astronomia; 3 de astronáutica) |

## Importância acadêmica

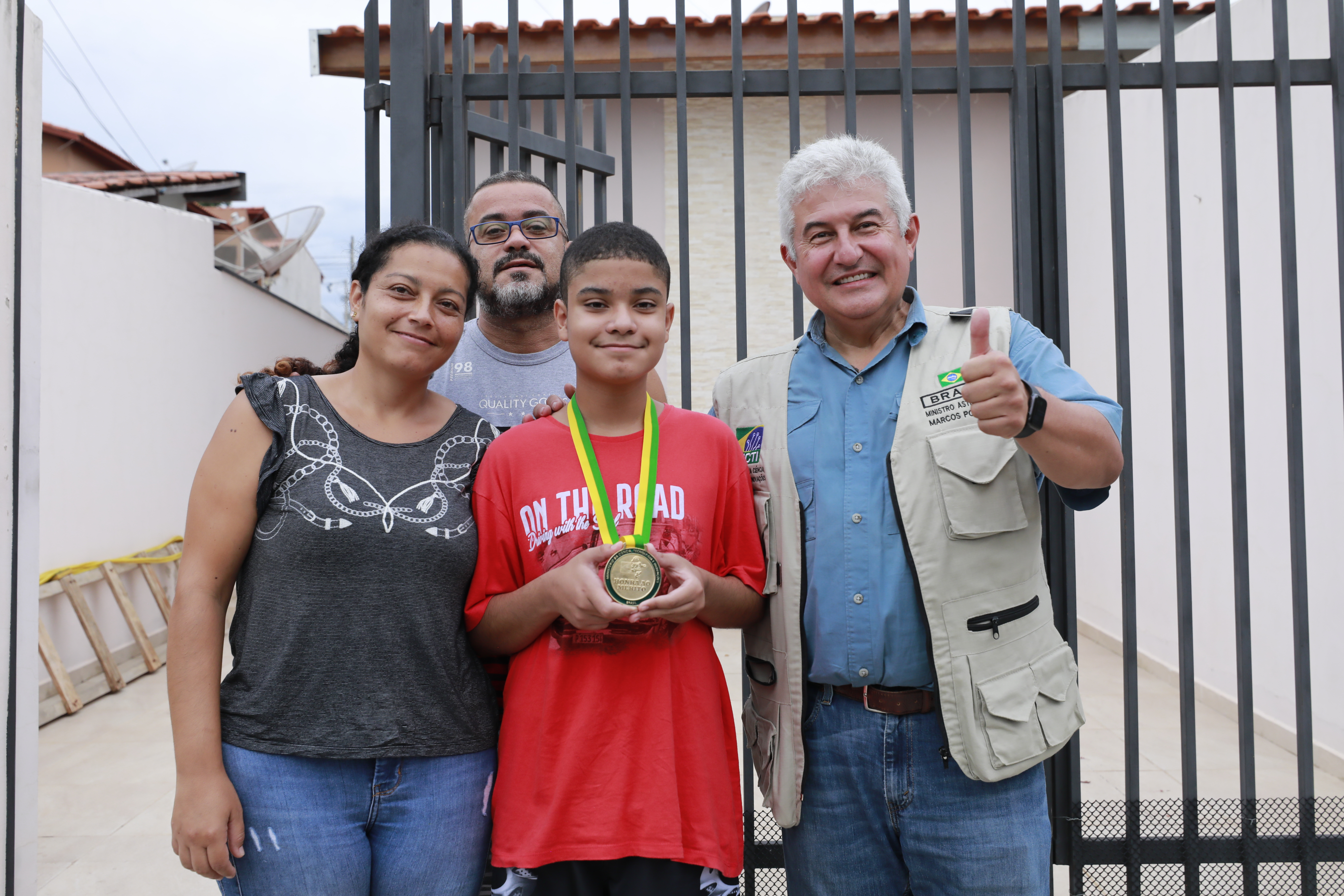
Medalhista de ouro Israel Carvalho, juntamente com o então ministro Marcos Pontes.

Os estudantes participantes e vencedores da Olimpíada frequentemente recebem homenagens em suas cidades e aparecem na mídia. É o caso, por exemplo, de estudantes de Brasília, Brusque, Dourados, Santa Cruz, do Triângulo Mineiro e de todo o Brasil.
A premiação na olimpíada também contribui no currículo acadêmico dos estudantes, que pode ser avaliado por universidades dos Estados Unidos para admissão, ou mesmo servir como forma de entrada para o ensino superior, como no caso da Universidade Federal de Itajubá, que em 2020 reservou "vagas olímpicas" para medalhistas da OBA e de outras olimpíadas para ingresso em alguns de seus cursos.
Nos anos recentes, outras instituições de ensino superior acrescentaram premiações em olimpíadas científicas, em especial a OBA, em suas possibilidades de ingresso, como a Universidade de São Paulo (USP) e a Universidade Estadual Paulista (UNESP).

## Estatísticas
A organização da Olimpíada publica anualmente em seu website relatórios de cada edição realizada da olimpíada.

## Eventos atrelados

### Mostra Brasileira de Foguetes
A Mostra Brasileira de Foguetes (anteriormente Olimpíada Brasileira de Foguetes) faz parte da OBA e consiste em demonstrações com construção de foguetes pelos estudantes. Para passar para a segunda etapa, os foguetes construídos devem demonstrar que são seguros e voarem uma distância mínima de 60 metros. 
Em 2010, estudantes de Brazlândia (DF) foram classificados para a etapa nacional com um foguete feito de garrafa PET e movido a bicarbonato de sódio e vinagre.

### Escola de Astronomia
Desde 2001, alguns dos estudantes do ensino médio, dentre os melhor classificados do Brasil, são convidados para uma Escola de Astronomia. Organizada pelo Corpo de Criação e Desenvolvimento da olimpíada (CCD-OBA), ela é inspirada na Semana Olímpica da OBM mas tem um enfoque mais holístico, usando a astronomia como um ponto integrador de conhecimentos de matemática, física, filosofia e outros conhecimentos.
A escola acontece anualmente, durante uma semana, entre os meses de agosto e setembro. A Escola de Astronomia ocorreu entre 26 de Setembro e 01 de Outubro de 2010, na cidade de Águas de Lindóia.
À Escola segue-se um curso à distância de formação geral em astronomia, de duração de cerca de seis meses, que usa material didático próprio. Ao fim do curso é realizada a seleção das equipes brasileiras para a IOAA e a OLAA.

## Seleção para a OLAA e IOAA
A seleção para a equipe brasileira é feita pelo Comitê Organizador da OBA, respeitando as normas estipuladas pela Olimpíada Latinoamericana de Astronomia y Astronáutica (OLAA) e, a partir de 2008, pela Olimpíada Internacional de Astronomia e Astrofísica (IOAA).
A equipe brasileira na IOAA, segundo as regras da própria, é composta de cinco alunos que estejam no ensino médio no ano da respectiva olimpíada (2011), e que tenham no máximo 21 anos (em relação ao ano seguinte à competição).
Já a Equipe Brasileira na OLAA é composta de até cinco alunos que não tenham concluído nenhuma disciplina na universidade (estando
matriculado nela) até a data da olimpíada e que tenham no máximo 20,00 anos em relação ao ano seguinte da olimpíada. A OLAA também exige que toda equipe não-unitária tenha participantes masculinos e femininos (pelo menos um de cada gênero).
O processo de seleção era, até 2013, todo conduzido pelo Comitê Científico e Didático da OBA (CCD-OBA).

## Controvérsias
O Comitê Olímpico Brasileiro entrou na justiça para garantir a exclusividade do uso da palavra "olimpíada", notificando diversas olimpíadas de conhecimento do país para que parassem de utilizar a palavra. A OBA foi uma das notificadas. Manteve o nome, mas mudou seu logotipo, que possuía órbitas de planetas formando formato semelhante ao dos cinco anéis olímpicos. Pelo mesmo motivo, a Olimpíada Brasileira de Foguetes mudou seu nome para Mostra Brasileira de Foguetes.